# セサミストリートのテーマ
『セサミストリートのテーマ』（Sesame Street Theme）は、テレビ番組『セサミストリート』の主題歌。1969年11月の放送から使われており、全エピソードでも使われている。なお、『セサミストリートのうた』という邦題もある。

## 概要
この番組の作曲を担当したのは、ジョー・ラポソ。ラポソは、ジョン・ストーン、ブルース・ハートと共に作詞を書いた。ラポソは、ジャズ・ハーモニカ奏者のトゥーツ・シールマンスと子供の混声合唱団に参加し、オープニングとクロージングのテーマを録音した。

## TVシリーズ

### オープニング
テストショーでは、ボブ・マグラスがフルバージョンごと歌った。その後は子供たちがTVサイズとして歌っている。
第1シリーズから第23シリーズまでは、ニューヨークの様々な場所で遊んでいる映像が使われており、ビッグバードとバークレーもオープニングに登場したことがある。音楽はハーモニカ風で演奏されていた。
シーズン24からカリプソ版、シーズン30から再びハーモニカ風で演奏されたものが採用された。
シーズン33から再び一新し、スーパーグローバーがオープニングに登場、シーズン37まで使用された。
シーズン38からはキディ・ポップとヒップホップのスタイルに変更、自動車に乗ったオスカー・ザ・グラウチ
も登場した。
シーズン40からは、チョークでエピソード番号が書かれるようになった、手紙を送るマレー・モンスターと子羊のオベジータも登場。
シーズン46からは、クラシック・トーンに変更され、歌詞が1番のみの歌唱となった。

### クロージング (エンディング)
この歌はインストゥメンタルとして本編用とエンディング用に演奏されているが、今週の文字と数字・番組制作を伝えて終わる時にも使われていた。初期バージョンではハーモニカスタイルで演奏され、シーズン23まで使用された。
シーズン24からシーズン37まではカリプソ・レンディションのインストゥメンタルが使われ、この時からショーのクロージングシーンからクロージングクレジットが分離された。映像にビッグバードとエルモが登場しており、制作読みに関してはビッグバードが担当した(オリジナル版ではキャロル・スピニー、吹き替え版では真殿光昭(NHK版のみ))が、2001年に制作元のチルドレンズ・テレビジョン・ワークショップがセサミワークショップに改称したため、2002年・2003年には「セサミストリートの制作は、チルドレンズ・テレビジョン・ワークショップです」の制作読みが廃止された。
シーズン38と39ではメロディーが変更、シーズン40からリミックスされた。この楽曲はシーズン45まで使用された。
シーズン46からは本曲のエンディングでの使用が取りやめられ、代わって「Smarter, Stronger, Kinder（かしこく、たくましく、やさしく）」に変更、セサミストリートのマペットたちが歌っている。この3つの単語は、学校の教育目標としても使われており、セサミワークショップ（日本版とアメリカ版）でも教育目標として使われている（活動内容を参照）。

## 海外での主題歌
この主題歌では、他の国では独自のテーマソングが使われており、オリジナル版をカバーしたものを異なる歌詞で歌唱したものが採用されている地域も存在する。

### 日本
| 曲名                                      | 日本語吹替版訳詞 | 編曲     | 使用時期 | 日本語吹替版歌唱担当 |
| ----------------------------------------- | ---------------- | -------- | --- | --- |
| セサミストリートのテーマ                  | 埜畑みづき       | -        | シーズン29(1999年4月 - 2000年4月) シーズン30 - 32(2000年4月 - 2003年4月) シーズン33(2003年4月 - 2004年4月)              | 不明 |
| セサミストリートのテーマ (フルバージョン) | 不詳             | -        | シーズン32 第3916話『ベビーベアの誕生日』 （2002年4月20日放送） シーズン32 第3952話『今日は歌の日』 (2002年11月2日放送) | ビッグバード(真殿光昭) アラン(真殿光昭) マリア(堀越真己) ギャビー(玉川紗己子) エルモ(落合弘治) ルル(堀越真己) テリー(玄田哲章) グローバー(落合弘治) ゾーイ(玉川沙己子) ロジータ(滝沢ロコ) |
| サニーデイズ                              | 竹田浩           | 有澤考紀 | 2006年10月1日 - 2007年9月30日 （第102話 - 第153話）                                                                     | 東京少年少女合唱隊 |

このほか、セサミプレイス版や、他のアーティストたちによるカバー版が多数存在する。また、オーケストラ版も存在する。

#### 日本語吹替版
NHK教育版
NHK教育で日本語主題歌が採用されたのは1999年4月(シーズン29『ようこそセサミストリートへ』)から、日本語吹替版が採用された時点(シーズン28)ではまだ英語主題歌だった。
その後、 第3916話『ベビーベアの誕生日』で初めて日本語フルバージョンが披露された、NHK版では唯一のフルバージョンである。
また、NHK版独自として開始冒頭に『SESAME STREET』のついたタイトルカードが挿入されていた、シーズン23までは『白色の背景』(使用開始時期は不明)、シーズン24 - シーズン29放送時は『クッキーモンスター、ビッグバード、エルモ、バートとアーニー』、シーズン30 - シーズン32放送時では『青空(前シーズンの映像を流用)』だったが、シーズン33はセサミストリートの仲間たち（黄色いシートを持ったクッキーモンスターとエルモ、ゾーイ、バート、アーニー、カウント伯爵、オスカー、グローバー、みんなそれぞれ落ち葉の葉っぱを集めている。）が使われた。
シーズン30 - シーズン33までは冒頭にあるエピソード番号（色は変わる）が廃止されている。シーズン33においては、グローバーが持っている数字の看板に桃色の「Hello!」で差し替えられている。
エンディングについては、『プラチナム・オールタイム・フェイバリッツ』というCDに収録されているレコードバージョンを1980年代に放送したことがあり、1988年にテレビ放送が復活した際にはシーズン1の主題歌が使用されたが、1990年代辺りから流れなくなり、1998年の放送から2004年まではセサミストリートのテーマをハーモニカでアレンジしたものが日本語版エンディングとして使用された。
U-NEXT版
U-NEXTでシーズン50以降とシーズン48以降およびスペシャルが配信された際は、英語版主題歌に戻っている。ただしエンディングは日本語で歌っている。
Youtubeの公式では、アビー・カダビー(小桜エツコ)がジュリア(竹田佳央里)と一緒に歌っている（この時の歌詞はテレビ東京版から流用されたものだった）。
シーズン28からシーズン33が日本語吹き替え版で放送された際、セサミストリートのテーマをハーモニカとピアノとトランペットと思われるもので演奏されたものが使用された。このテーマソングは、解説放送時代のSunny Day CLUB（サニーデイ・クラブ）の中でも一時期だが使用されたことがある。正式タイトルは不明だが、著作権に出てない限りでは日本で作られたものではないと思われる。

#### 日本オリジナル版
テレビ東京で日本語主題歌が採用されたのは2006年10月1日 (映像は後期のもの)、こちらも放送当初は英語主題歌だった。ただし、こちらはフルバージョンが存在せず、歌詞が日本独自のものだった。歌唱担当は東京少年少女合唱隊。
オープニング映像には何種類あるかは不明だが、使用期間はいずれも不明。
前期（2004年?）は、虹が出てきてクレヨンか何かで街が描かれた後に画面から家を覗いていくと部屋の中が映し出されてエルモがうたを歌った後に笑って窓を開けるという演出が前期であり、これはアメリカのセサミワークショップがYoutubeで公開している唯一のバージョンである。
中期（2005年）は、ビッグバードが3人の子供に玩具のボートをプレゼントし子供たちが船を追いかけるという演出が中期である。
一番最後の後期（2006年）が、エルモ (松本健太)が「エブリバディ?」と言ってビッグバード (鶴岡聡)と仲間たちが「イッツ、セサミストリート!」という言って、歌が始まると同時にそのマペットらがダンスをするという演出が後期である。
このバージョンに限り、キャラクターの名前や出演者の名前がオープニングでも表記されている。

## 音楽教科書への掲載
この主題歌は1994年以後、日本の高等学校の音楽教科書に何度か掲載されている。

## リミックス版
1992年にはこの主題歌をリミックスしたSmart E'sの「Sesame's Treet」が全英シングルチャートで最高2位、Billboard Hot 100で最高60位を獲得するなど世界的なヒット曲になった。
「Sesame's Treet」の更なるリミックス版が、2000年に日本で発売されたアルバム『Dancemania SPEED 5』に収録された（アーティスト名義は「Smart E's 2000」）。